# 2007 FM51
2007 FM51 est un transneptunien faisant partie des cubewanos.

## Caractéristiques
2007 FM51 mesure environ 200 kilomètres de diamètre.